# Pekel

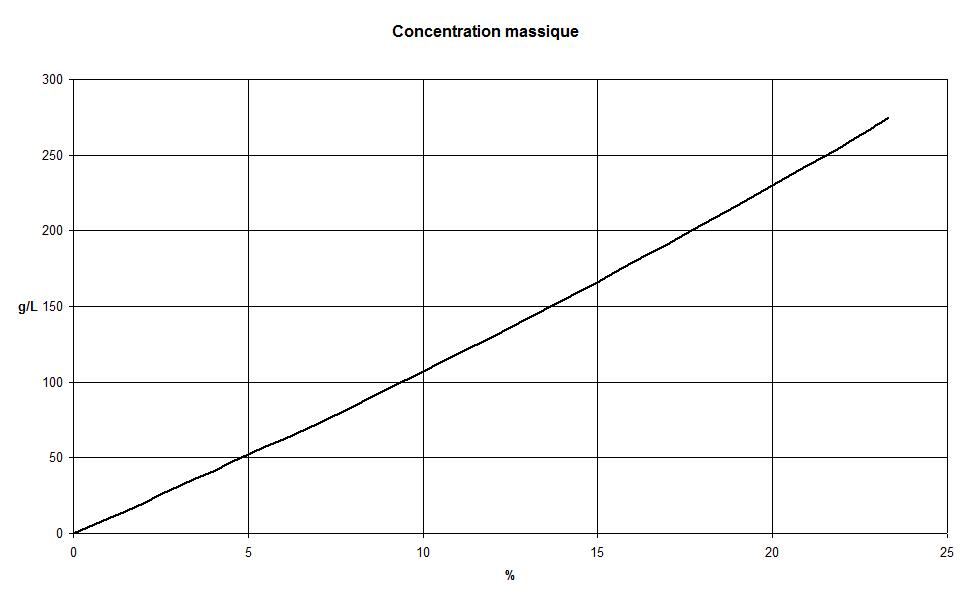
Massaconcentratie in een zoutoplossing.

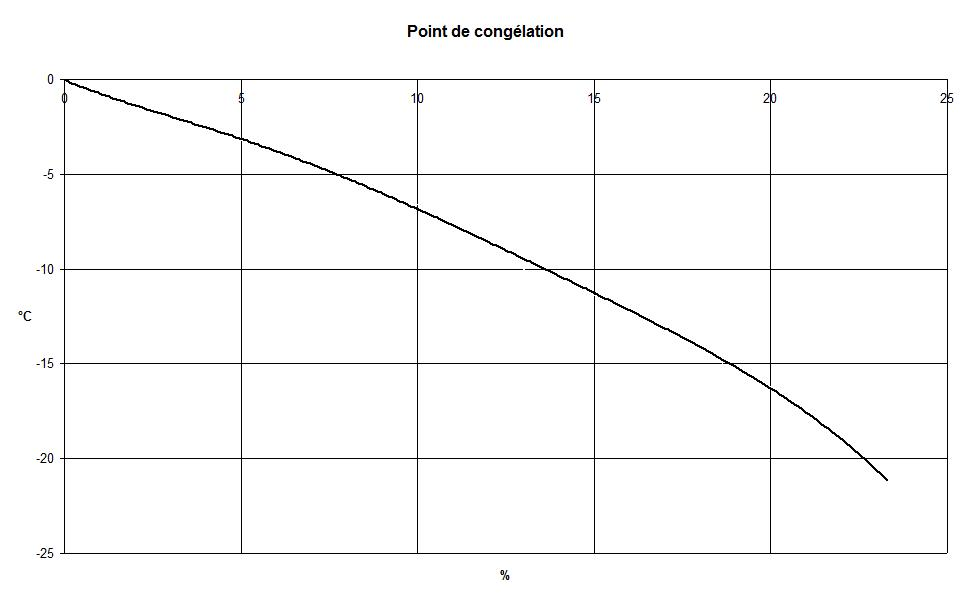
Daling vriespunt van een zoutoplossing.

Pekel is water dat bijna of volledig verzadigd is met zout (NaCl), het heeft dus een hoge saliniteit (zoutgehalte). Pekel wordt gebruikt voor het transport van warmte. Door de toevoeging van zout aan water wordt het vriespunt verlaagd (bij een concentratie bijvoorbeeld van 23,3% daalt het vriespunt naar -21°C), hetgeen een eutecticum wordt genoemd. Een ander woord voor pekel is brijnwater of brijn.
Pekel wordt gebruikt bij het kaasmaken en voor het conserveren van levensmiddelen. Dit wordt pekelen genoemd.
's Winters wordt bij de gladheidsbestrijding van wegen strooizout gebruikt. Het mengsel van zout en sneeuw dat op de weg achterblijft, wordt ook pekel genoemd. Ook wordt pekel gebruikt om het strooizout voor het strooien te bevochtigen, voor een snellere en betere werking (natzoutstrooien). De vooraf aangemaakte pekel wordt dan vervoerd in tanks die in de zoutstrooier zijn aangebracht, en tijdens het strooien vermengd met het strooizout.
Pekel heeft een sterk corroderende werking, wat slecht is voor de carrosserie van auto's. Ook is het niet goed voor het milieu.
| Zoet  | Brak  | Licht zilt | Matig zilt | Zeer zilt | Zout  | Pekel |
| < 0,5 | 0,5-1 | 1-3        | 3-10       | 10-30     | 30-50 | > 50  |
| ----- | ----- | ---------- | ---------- | --------- | ----- | ----- |

## Trivia
- Hoewel de naam schelvispekel (waarschijnlijk opzettelijk) anders doet vermoeden is het een kruidenbitter.
- Pekel wordt ook gebruikt in straattaal door Antwerpse jongeren zonder specifieke betekenis. Bijvoorbeeld, zwemmen met vrienden wordt zwempekel.